# Franziska Schlopsnies

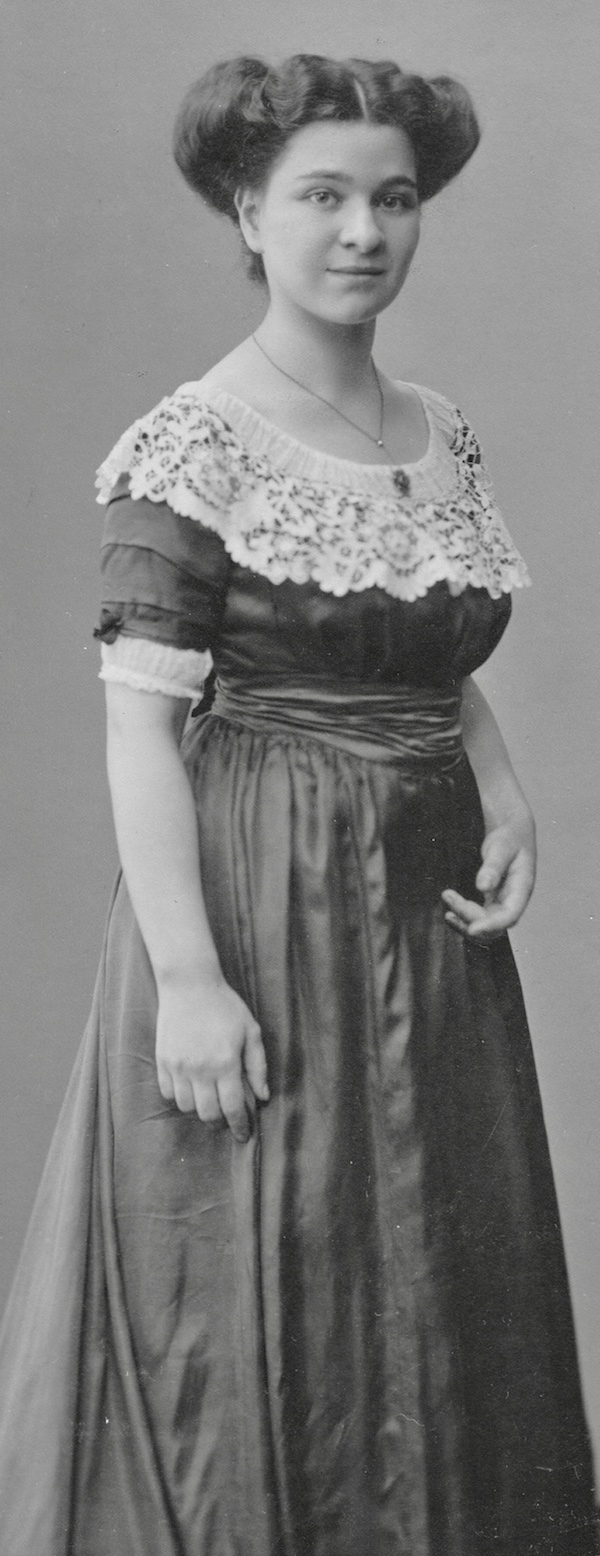
Franziska Schlopsnies (1910)

Franziska Schlopsnies, geb. Spangenthal (geboren am 1. Dezember 1884 in Frankfurt am Main; gestorben am 30. Dezember 1944 im KZ Auschwitz) war eine deutsche Mode-, Plakat- und Werbegrafikerin. In den 1920er Jahren illustrierte sie im Stil des Art déco verschiedene Beiträge in Zeitschriften und gestaltete zahlreiche Cover unter anderem der Wochenzeitschrift Jugend, dem Simplicissimus, den Meggendorfer-Blättern und der Illustrirte Zeitung.

## Leben
Franziska Spangenthal wurde als älteste von drei Töchtern des jüdischen Kaufmanns Robert Spangenthal und seiner Frau Henriette Klein in Frankfurt am Main geboren. Der Vater war der Inhaber einer Großhandlung für chemische Produkte und Maschinenöle.
Kurz nach dem Tod ihres Vaters lernte sie den Maler, Marionettenbauer und Karikaturisten Albert Schlopsnies kennen. Der Sohn eines evangelischen Gutsbesitzers aus Ostpreußen studierte seit 1903 an der Münchner Kunstakademie bei Gabriel von Hackl. Am 15. September 1910 heiratete Franziska Spangenthal in Frankfurt den Maler Albert Schlopsnies, der als freier Mitarbeiter bei der Firma Steiff angestellt war. Für Steiff gestaltete er Kataloge und entwarf zahlreiche Puppen und Stofftiere. 1913 zog das Ehepaar Schlopsnies nach München und ließ sich im Stadtteil Schwabing nieder. Im Mai 1915 wurde die gemeinsame Tochter Irmgard Erika geboren.

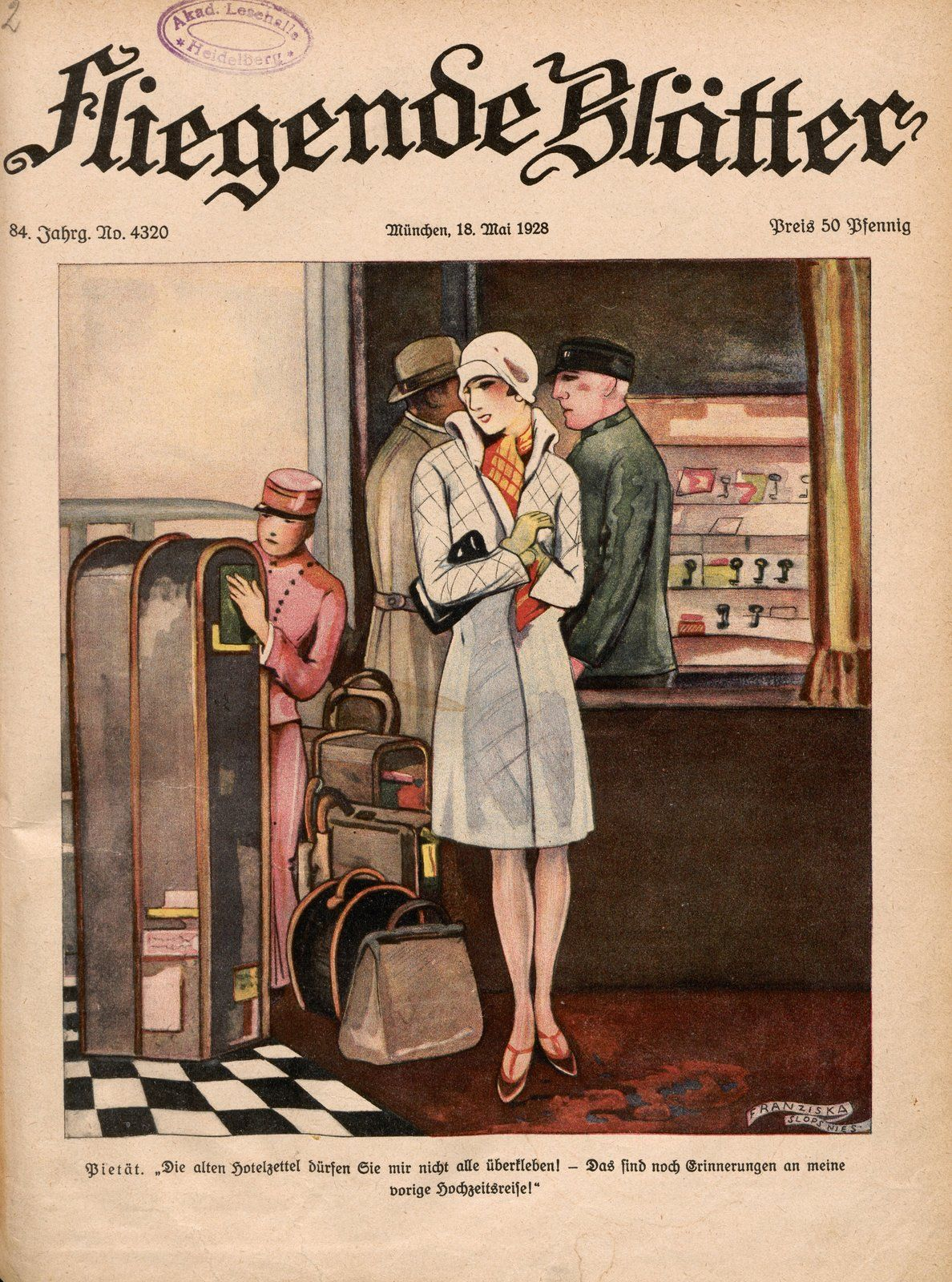
Pietät: Titelblatt der Fliegenden Blätter vom 18. Mai 1928

Nach dem Ersten Weltkrieg begann Franziska Schlopsnies Plakate für Modeschauen, Kaufhäuser und Ausstellungen zu entwerfen. Einer ihrer ersten überlieferten Entwürfe fertigte sie 1920 für das Warenhaus Tietz an. Nach der Scheidung von Albert Schlopsnies am 18. Dezember 1922 signierte sie häufig ihre Entwürfe mit dem Namen Slopsnies. Ab Mitte der 1920er Jahre zeichnete sie bevorzugt Figurinen und Kostüme. Neben Doris Buscher, Liliane und Margarete von Suttner galt sie als eine der bedeutendsten Vertreterinnen der Modegrafik. Ihre eleganten Modezeichnungen und Karikaturen im Art-déco-Stil wurden regelmäßig in Zeitschriften, wie der Jugend, dem Simplicissimus, der Eleganten Welt, der Illustrirten Zeitung, Sport im Bild oder in Velhagen & Klasings Monatsheften veröffentlicht. Für die Satirezeitschriften Fliegende Blätter und die Meggendorfer-Blätter gestaltete sie in der zweiten Hälfte der 1920er Jahre zahlreiche Titelseiten.
Nach der Machtergreifung der Nationalsozialisten sind keine publizierten Zeichnungen mehr von ihr bekannt. Um ihren Lebensunterhalt und den ihrer Tochter zu sichern, vermietete sie einige Zimmer ihrer Wohnung an Studenten. Ihren beiden Schwestern und ihrer Mutter gelang die Emigration, während Franziska Schlopsnies zunächst von den Deportationen verschont wurde, weil sie Mutter einer Tochter war, die im Sinne der nationalsozialistischen Rassentheorie als „jüdischer Mischling ersten Grades“ galt. Über den Zeitpunkt ihrer Deportation gibt es widersprüchliche Angaben. Sie wurde 1943 oder im Januar 1944 mit einem unbekannten Ziel deportiert. Am 30. Dezember 1944 starb Franziska Schlopsnies im Konzentrationslager Auschwitz. Ihre Tochter Erika überlebte den Zweiten Weltkrieg und wanderte 1946 in die Vereinigten Staaten aus.
Die Grafiken und Drucke von Franziska Schlopsnies erzielen heute auf internationalen Auktionen Preise von bis zu mehreren tausend Euro.

## Würdigung
In der Tengstraße 26 gedenkt seit Juli 2021 ein Erinnerungszeichen der Stadt München an Franziska Schlopsnies.

## Werke (Auswahl)

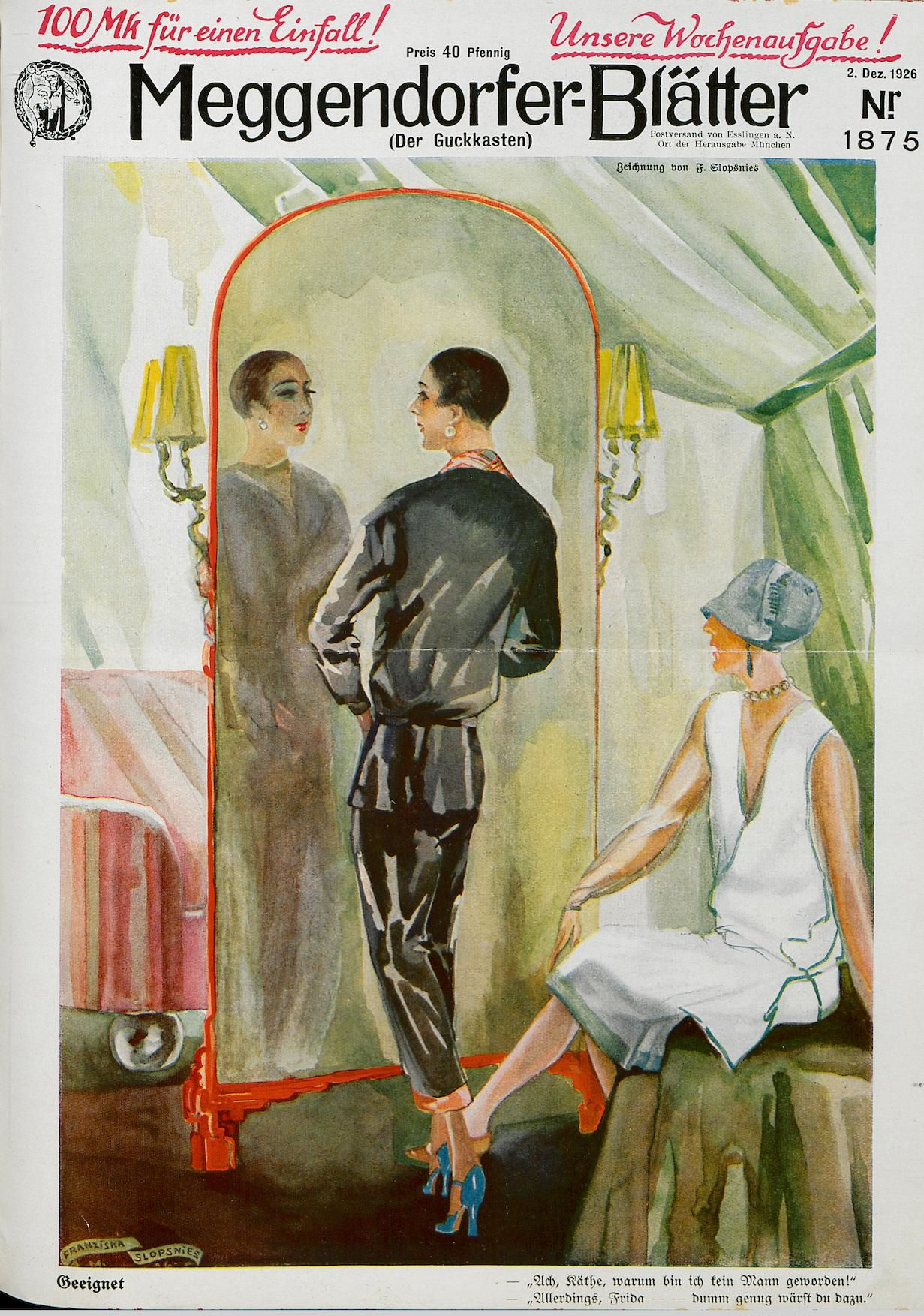
Geeignet – Titelblatt der Meggendorfer-Blätter vom 2. Dezember 1926

- Werbeanzeige für eine Modenschau im Hause Tietz, 1920
- Werbeanzeigen für Schirm Schönherr, Theatinerstraße; München 1923
- Werbeplakat für die Ausstellung Der gedeckte Tisch, München 1926
- Werbeplakat für Firma Andreas Kaut (Kaut-Bullinger)
- Werbeplakat für Firma Gebr. E & J Marx, München
- Die modische Linie, 1923 (Jugend Heft 22)
- An der Riviera, 1926 (Jugend Heft 36)
- Geeignet, 1926 (Meggendorfer-Blätter Nr. 1875)
- Offenherzig – Elegantes Paar im Gespräch über den Wert der Zeit des Mannes, 1927 (Meggendorfer-Blätter Nr. 1895)
- Die Spanierin, 1926 (Velhagen & Klasings Monatshefte 41 Heft 6), 1928 (Illustrierte Zeitung Nr. 4347–4359)
- Der Geschiedene, 1927 (Meggendorfer-Blätter Nr. 1890)
- Vor dem Spiegel, 1927 (Sport im Bild 1927 Nr. 2)
- Kühl, 1927 (Fliegende Blätter Nr. 4278)
- Pietät, 1928 (Fliegende Blätter Nr. 4320)
- Die prüde Gattin, 1928 (Fliegende Blätter Nr. 4328)
- Paradox, 1928 (Fliegende Blätter Nr. 4335)
- Paar beim Spaziergang mit Hund, 1928 (Fliegende Blätter. Nr. 4368)
- Fasching der eleganten Welt: auf dem Ball Pare im Deutschen Theater zu München, 1928 (Illustrierte Zeitung Nr. 4323)
- Argument, 1929 (Fliegende Blätter Nr. 4367)
- Der Tag fängt an, 1929 (Fliegende Blätter Nr. 4375)
- Eben wollt ich 'nen Kuss, Thea, 1929 (Fliegende Blätter Nr. 4379)
- Aber Meta – – mit diesen Launen quälst du dich und mich, 1931 (Fliegende Blätter Nr. 4493)
- Diese Segler sind mir zu dreist, 1932 (Fliegende Blätter Nr. 4528)
- Große Wirkungen, 1932 (Fliegende Blätter Nr. 4551)

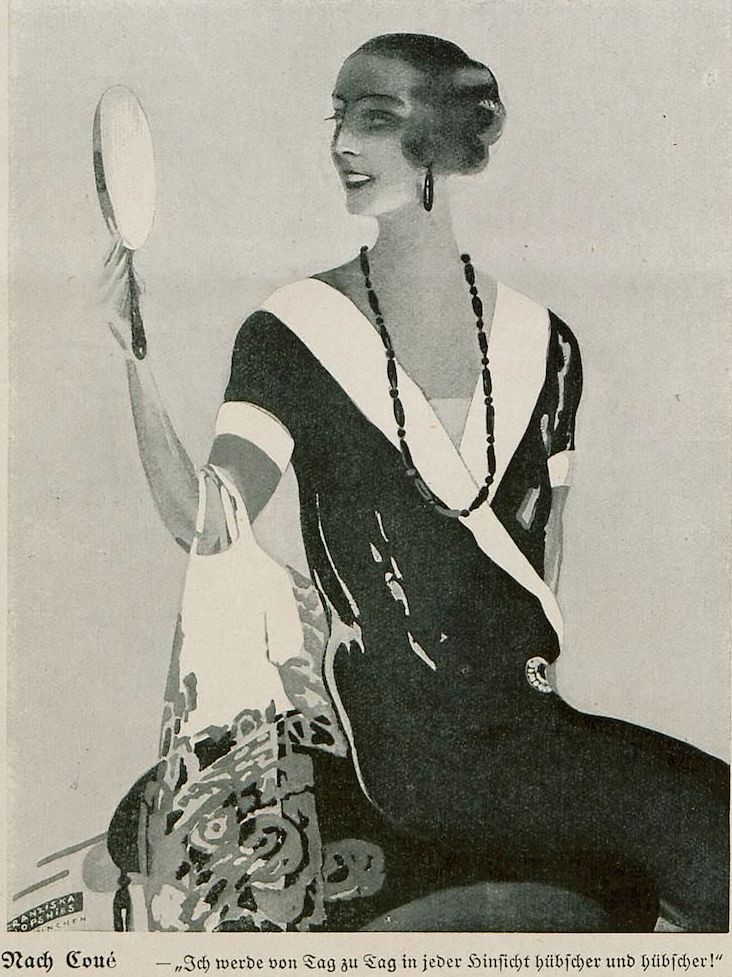
Nach Coué – „Ich werde von Tag zu Tag in jeder Hinsicht hübscher und hübscher!“, 1922
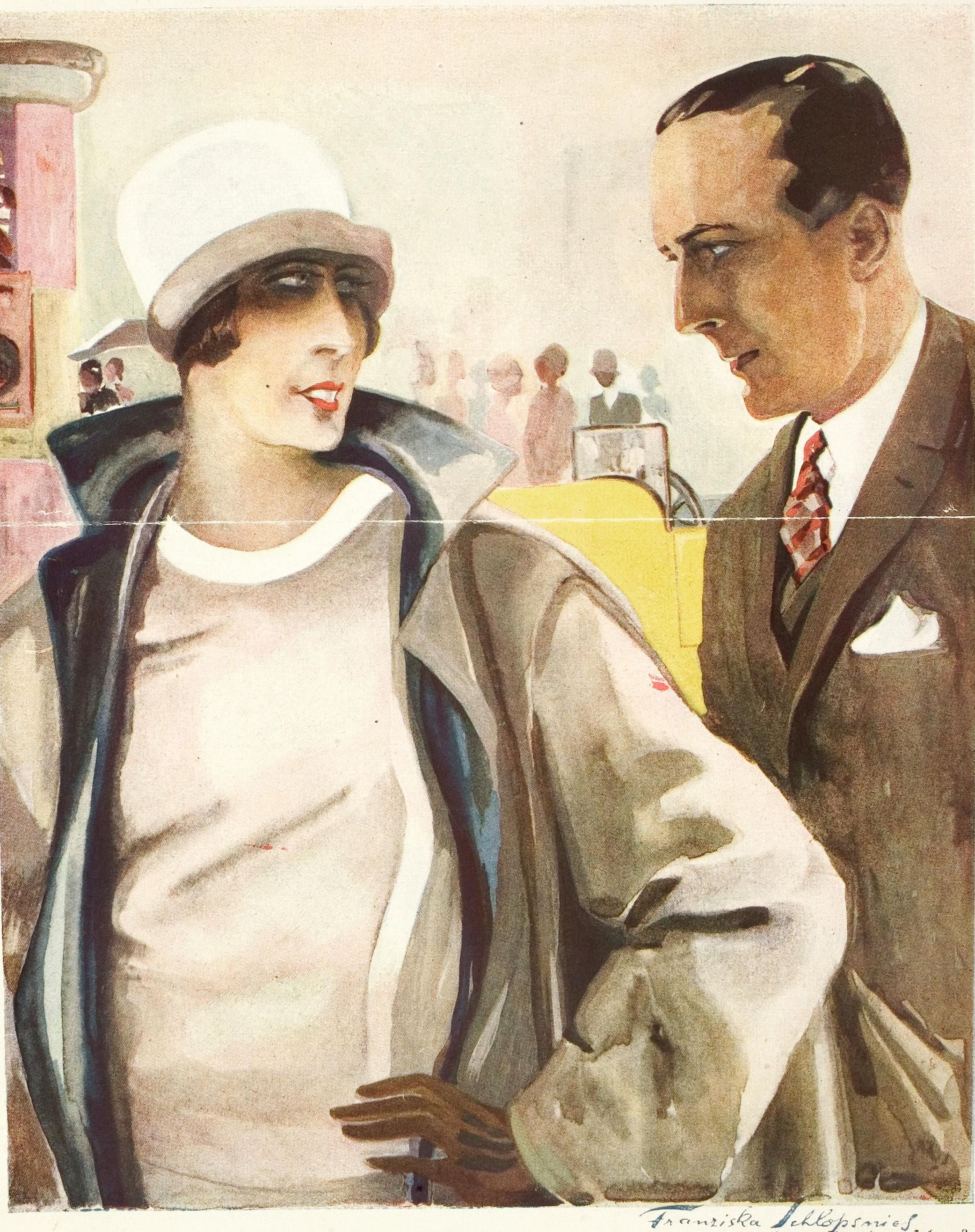
Offenherzig, 1927
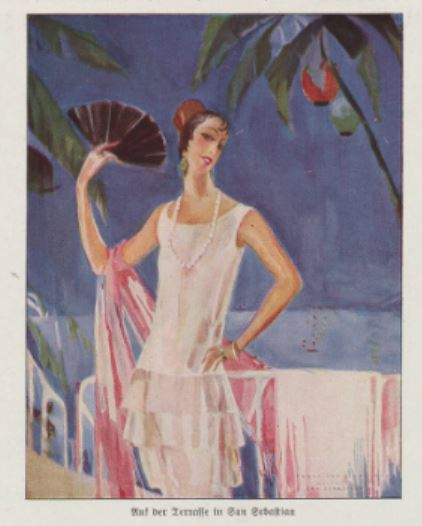
Auf der Terrasse von San Sebastian, 1927
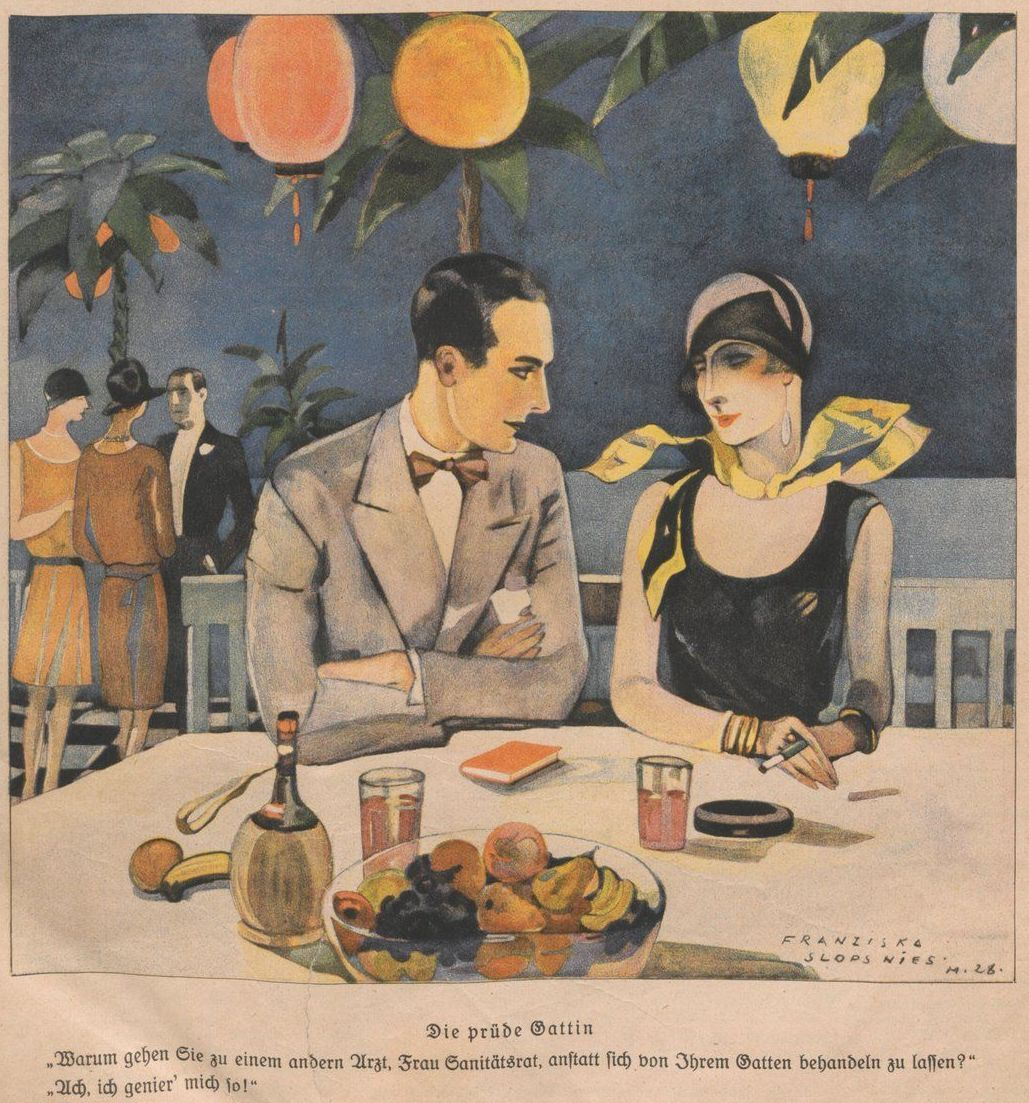
Die prüde Gattin, 1928
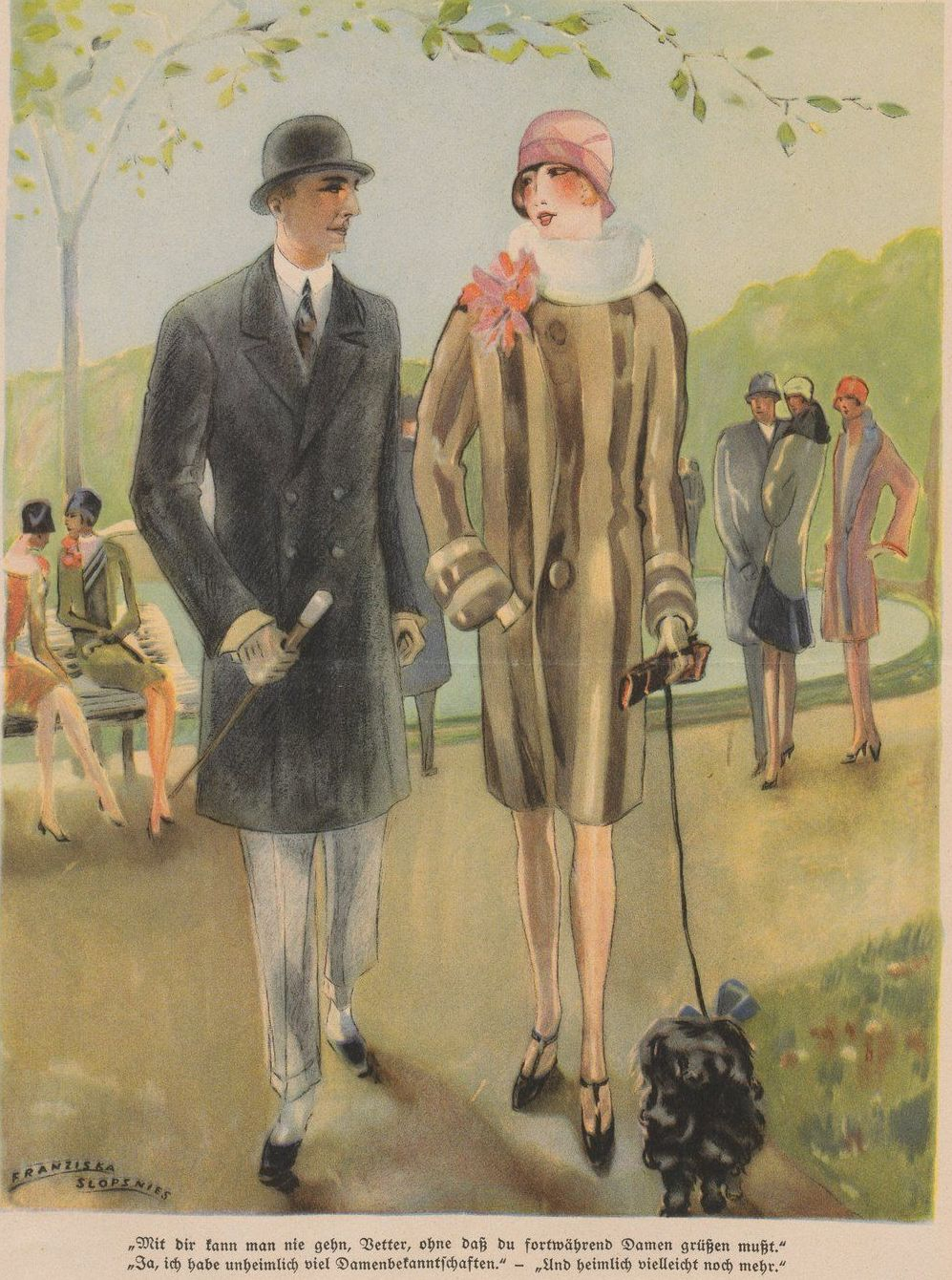
Mit Dir kann man nie gehen, Vetter …, 1929
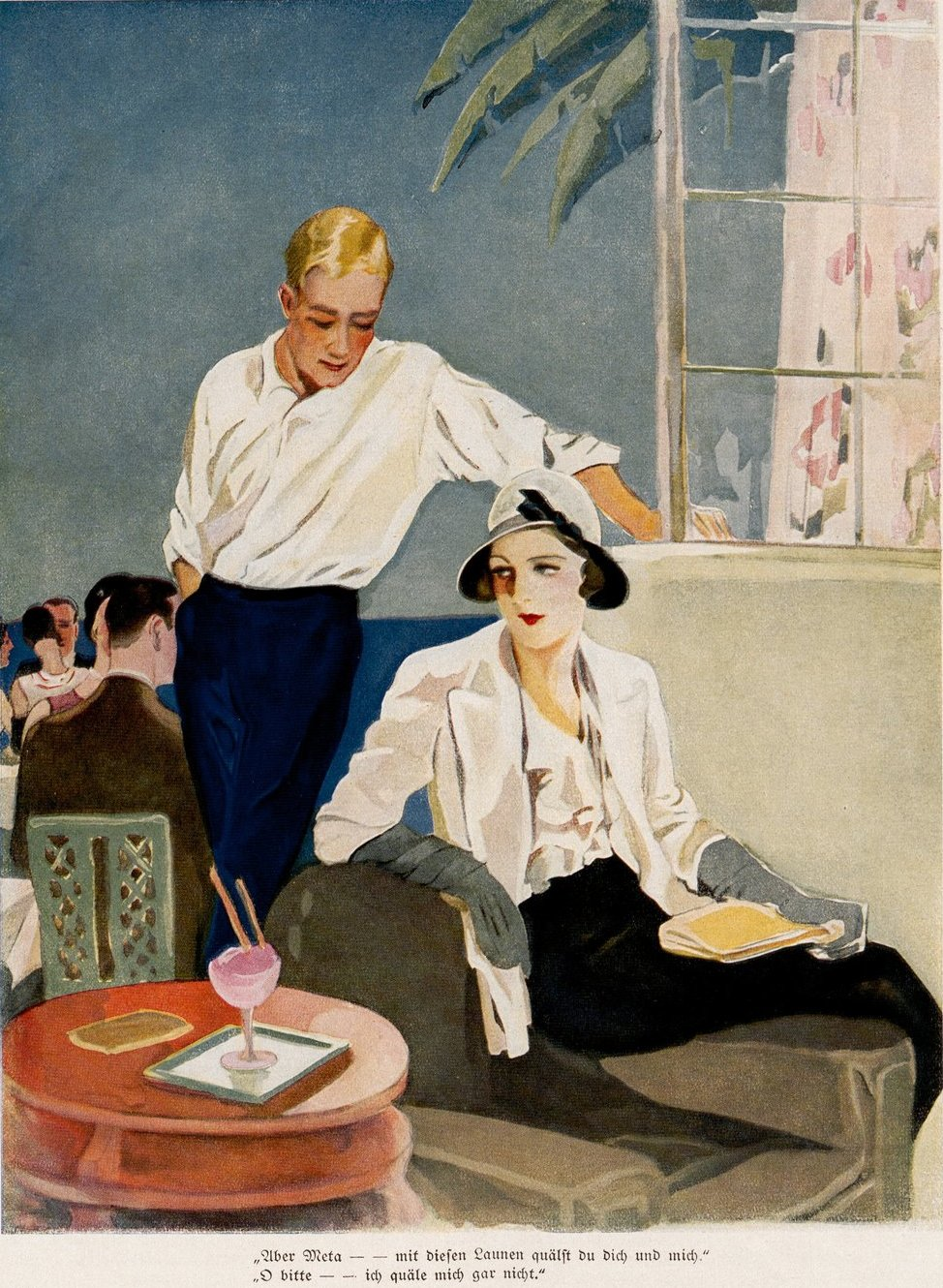
Aber Meta …, 1931
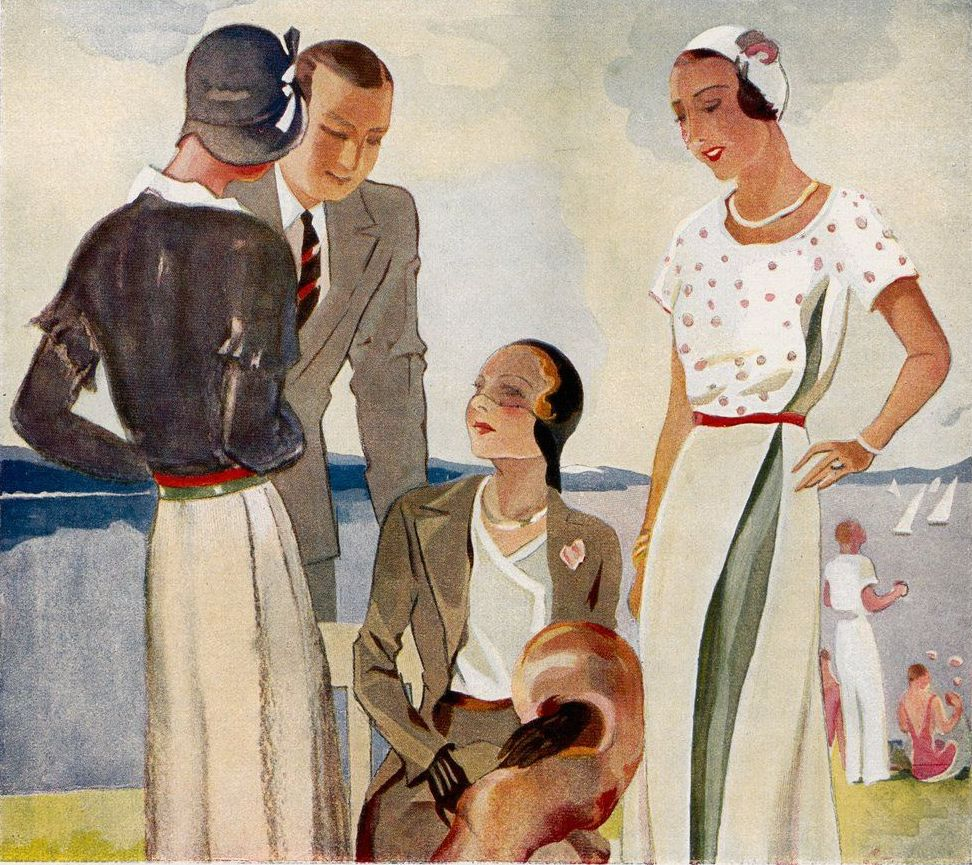
Diese Segler sind mir zu dreist, 1932